# تحلل الألياف العضلية
 تَحلل الأَلياف العَضلية (بالإنجليزية: Myocytolysis)‏ هوَ مُصطلح يُشير إلى التغير التَّنَكُسي (العكوسي غالبًا) والذي يحدث في الخلايا العضلية في حال إجهاد عضلة القلب، وتتجلى هذه الظاهرة عندما تفقد عضلة القلب المجاورة قدرتها على التقلص (كما يحدث في حالات الإقفار أو الاحتشاء)، وعادةً ما تُصاب العضلات الصالحة بالإجهاد تبعًا وذلك لعدم قدرتها على تعويض فقد العضلات الأخرى في عملية تقديم النتاج القلبي اللازم، وأثناء هذه العملية تقوم خلايا عضلة القلب بالاستطالة والانقباض لإنتاج مواد جديدة قابلة للانقباض.
ويُظهر التشريح المرضي لتحلل الألياف العضلية تلون هيولي بألوان أفتح (بقع واضحة)، وهو ما يحدث نتيجة لإحلال الغلايكوجين محل المواد القابل للانقباض في السيتوبلازم.

## وصلات خارجية
- "MI - myocytolysis". مؤرشف من الأصل في 2019-01-27.